# 京都府道527号筈巻牧線
京都府道527号筈巻牧線（きょうとふどう527ごう はずまきまきせん）は、京都府福知山市を通る一般府道である。

## 概要
福知山市字筈巻から福知山市字牧に至る。

### 路線データ
- 起点：福知山市字筈巻（筈巻橋東交差点、京都府道55号舞鶴福知山線交点）
- 終点：福知山市字牧（牧交差点、国道9号交点、国道175号・国道176号上）

## 路線状況

### 重複区間
- 国道175号・国道176号（福知山市字上天津・勅使交差点 - 福知山市字牧）

### 道路施設

#### 橋梁
- 筈巻橋（由良川、福知山市）

## 地理

### 通過する自治体
- 福知山市

### 交差する道路
| 交差する道路                                                   | 交差する場所 | 交差する場所          |
| -------------------------------------------------------------- | ------------ | --------------------- |
| 京都府道55号舞鶴福知山線                                       | 字筈巻       | 筈巻橋東交差点 / 起点 |
| 国道175号 重複区間起点 国道176号 重複区間起点                  | 字上天津     | 勅使交差点            |
| 国道9号 / 山陰道 国道175号 重複区間終点 国道176号 重複区間終点 | 字牧         | 牧交差点 / 終点       |

### 交差する鉄道
- 京都丹後鉄道宮福線

### 沿線
- 是社神社
- 福知山天津簡易郵便局
- 福知山左官高等職業訓練校
- 福知山市立天津小学校、天津保育園
- 京都丹後鉄道宮福線 牧駅